# Olga Neuwirth
Olga Neuwirth (Graz, 4 augustus 1968) is een Oostenrijkse componiste, bekend om haar genre-overstijgende, multimediale muziektheaterwerken.

## Biografie
Olga Neuwirth begon op zevenjarige leeftijd met trompetlessen. Na een ernstig auto-ongeluk op 15-jarige leeftijd kon ze echter geen trompet meer spelen. Toen ze een workshop volgde bij Hans Werner Henze raakte ze geïnteresseerd in componeren.
Neuwirth studeerde vervolgens muziek, schilderkunst en film aan San Francisco Art College (1985-1986). Terug in Oostenrijk (1987) startte zij een studie componeren aan de Muziek- en Toonkunstacademie in Wenen. Aan het instituut voor elektro-akoestische muziek kreeg ze lessen van Adriana Hölszky en Luigi Nono. Als afstudeerproject in 1993 componeerde zij muziek gebaseerd op een film van Alain Resnais, namelijk L'amour à mort. Het componeren op basis van films of verhalen zal regelmatig terugkomen in haar carrière. Vanaf 1993 ging zij verder met een studie componeren bij Tristan Murail en liep zij een poos stage bij IRCAM.
Neuwirth verwierf in 1991 op 22-jarige leeftijd internationale bekendheid toen twee van haar mini-opera's met teksten van Nobelprijswinnaar Elfriede Jelinek werden uitgevoerd op de Weense Festwochen. Sindsdien worden haar werken wereldwijd uitgevoerd. 
In meer dan 30 jaar heeft Neuwirth een breed scala aan vormen en genres verkend, waaronder opera, hoorspelen, geluidsinstallaties, filmmuziek, film, beeldende kunst en fotografie. Ook publiceerde ze verschillende artikelen en een boek. Een van haar multimedia-installaties werd gepresenteerd op de Documenta 12 in Kassel in 2007. In maart 2017 ontwierp ze, ter gelegenheid van het 40-jarig jubileum van IRCAM, een 3D-geluidsinstallatie die te beluisteren was in het Centre Pompidou in Parijs.
Veel van haar werken zijn multidisciplinair. Live-muzikanten, elektronica en video worden door haar gecombineerd tot audiovisuele ervaringen, een kunstvorm die ze zelf aanduidt als Art in between.
Haar composities zijn aan te duiden als avantgardistisch en zijn over het algemeen pessimistisch van aard.
Ze vindt inspiratie bij componisten als Edgar Varèse, W.A. Mozart, Gustav Mahler en Luigi Nono maar ook bij Patti Smith, Beastie Boys, Klaus Nomi, Miles Davis, het Chicago Art Orchestra en Kraftwerk.
In 2010 werd zij als eerste vrouw ooit onderscheiden met de Grote Oostenrijkse Staatsprijs, in 2022 met de Ernst von Siemens Muziekprijs.
In 2000 was zij composer in residence van het Koninklijk Filharmonisch Orkest van Vlaanderen, in 2002 en 2016 vervulde ze dezelfde functie bij het Festival van Lucerne en in 2019 bij de Elbphilharmonie in Hamburg en het Berliner Musikfest.

## Oeuvre (selectie)
- 1999: Bählamms Fest; (opera); zij kreeg hiervoor de Ernst-Krenek-Preis;
- 1999: Clinamen/Modus; een compositie geschreven voor het London Symphony Orchestra en Pierre Boulez;
- 2000: Construction in Space/The long rain;
- 2003: Lost Highway; een opera gebaseerd op de gelijknamige film van David Lynch; libretto van Elfriede Jelinek en de componist, bekroond met een South Bank Show Award  (Young Vic, 2008)
- 2012: opera The Outcast - Homage to Herman Melville
- 2012: opera American Lulu, gebaseerd op Alban Bergs Lulu

## Prijzen
Olga Neuwirth heeft talloze prijzen gewonnen, waaronder de Grawemeyer Award voor muziekcompositie (2022), de Großer Österreichischer Staatspreis en de Deutscher Musikautorenpreis.